# خب البريدي (بريدة)
خب البريدي مركز ومنطقة ريفية سكنية تقع داخل حدود مدينة بريدة بالقرب من الحلوة الواقعة في منطقة القصيم بالمملكة العربية السعودية.و سميت بخب  البريدي نسبة إلى عائلة البريدي الذين أسّسوا المنطقة و الذين هم من الوهبة من بني تميم